# Mila ot Mars
Pour plus de détails, voir Fiche technique et Distribution.
Mila ot Mars (Мила от Марс, littéralement « Mila de Mars ») est un film bulgare réalisé par Zornitsa Sophia, sorti en 2004.

## Synopsis
Mila, une jeune fille de 16 ans se réfugie dans un village alors qu'elle fuit un homme. Dans ce village près de la frontière, les habitants subsistent en cultivant de la cannabis. Mila découvre que cette plantation illégale appartient à l'homme qu'elle fuit.

## Fiche technique
- Titre : Mila ot Mars
- Titre original : Мила от Марс
- Réalisation : Zornitsa Sophia
- Scénario : Zornitsa Sophia
- Musique : Rumen Toskov
- Photographie : Alexander Krumov et Rumen Vasilev
- Montage : Alexander Etimov
- Production : Zornitsa Sophia
- Société de production : All Things, Doli Media Studio et Kirov Opera
- Pays :  Bulgarie
- Genre : Drame
- Durée : 91 minutes
- Dates de sortie : 
  -  Bulgarie : 11 mars 2004 (festival international du film de Sofia), 28 janvier 2005

## Distribution
- Vesela Kazakova : Mila
- Assen Blatechki : le maître d'école
- Zlatina Todeva
- Yordan Bikov
- Lyubomir Popov : Alex
- Vasil Vasilev-Zueka
- Veliko Stoianov

## Distinctions
Lors du festival du film de Sarajevo, le film a remporté le Cœur de Sarajevo du meilleur film une mention spéciale pour les acteurs jouant les habitants du village.